# Place Saint-Louis (Metz)
Pour les articles homonymes, voir Place Saint-Louis.
La place Saint-Louis (en allemand : Ludwigsplatz) à Metz dans le département français de la Moselle.

## Situation et accès
Elle est située sur le contrebas de la colline Sainte-Croix où débouchent les principales rues piétonnes de l’hypercentre. Quelques maisons ont conservé leur couronnement de créneaux et certaines supportent des balcons en saillie de la Renaissance.
C'est une place de l’époque médiévale dont elle est emblématique, avec une galerie couverte d’une soixantaine d’arcades qui abrite toujours les chalands.

## Origine du nom
Elle porte le nom du roi de France Louis IX communément appelé Saint Louis

## Historique
Le rempart romain de Divodurum passait au IIIe siècle aux abords immédiats de l’actuelle place Saint-Louis. Au XIIIe siècle, la ville déborda son enceinte et abrita ses faubourgs derrière de nouvelles fortifications plus importantes. Des changeurs installés à Metz, pour la plupart lombards, firent construire sur les fondations du mur romain détruit des maisons à arcades. Soixante changeurs officiaient sous ces arcades au XIVe siècle. Elle fut alors la plus grande place marchande de Metz et des foires réputées y avaient cours.
Quelques siècles après, le curé de l’église Saint-Simplice attenante (détruite après la Révolution) y érigea une première statue du roi Louis XIII. Identifiée par erreur comme étant une représentation de saint Louis, celle-ci donna à la place son nom actuel. En 1867, le sculpteur Charles Pêtre réalisa une statue de Louis IX, réconciliant le symbole et la tradition populaire, sur l’une des extrémités de la place, au départ de la rue du Change.
Après avoir servi de parking au cours du XXe siècle, la place Saint-Louis a été réinvestie par les piétons à la fin de l’année 2007, le nouveau plan de circulation urbaine lui attribuant le statut de zone de rencontre.
La place accueille chaque hiver un marché de Noël et une association de quartier a vu le jour en 2007.

## Bâtiments remarquables et lieux de mémoire
Comme nombre de constructions messines de l’époque médiévale, les toitures sont basses — leur pente reste habituellement inférieure à 30 degrés car elles sont généralement couvertes de tuiles canal, et leur géométrie à quatre pans leur vaut le qualificatif de « pointe de diamant » —, aussi sont-elles peu visibles depuis la place. En outre les toitures se trouvent en retrait de murs gouttereaux qui constituent un écran entre sol et ciel. De telles façades s’élevant plus haut que les toitures, confèrent un aspect monumental auquel participe souvent un crénelage qui n’a ici qu’une fonction d’apparat. Les murs crénelés affichent la richesse et les prétentions des propriétaires sur le modèle aristocratique et font peut-être référence à l’architecture des palais du gothique italien.
Les maisons possèdent rarement plus de deux travées. Celles-ci sont étroites en raison de la portée limitée des arcades de la galerie couverte. Ces maisons se composent en général de quatre niveaux : commerces au rez-de-chaussée, salons aux premier et deuxième étages, chambres au troisième étage, éclairées par des fenêtres plus petites.
Les façades ont été remaniées au XVIIIe siècle d’où la forme rectangulaire des ouvertures, souvent surmontées d’un arc surbaissé, mais l’on distingue toujours certains tympans de fenêtres trilobés qui permettent d’imaginer leur état originel. C’est aussi à cette époque qu’a été percée la rue de la Tête-d’Or.

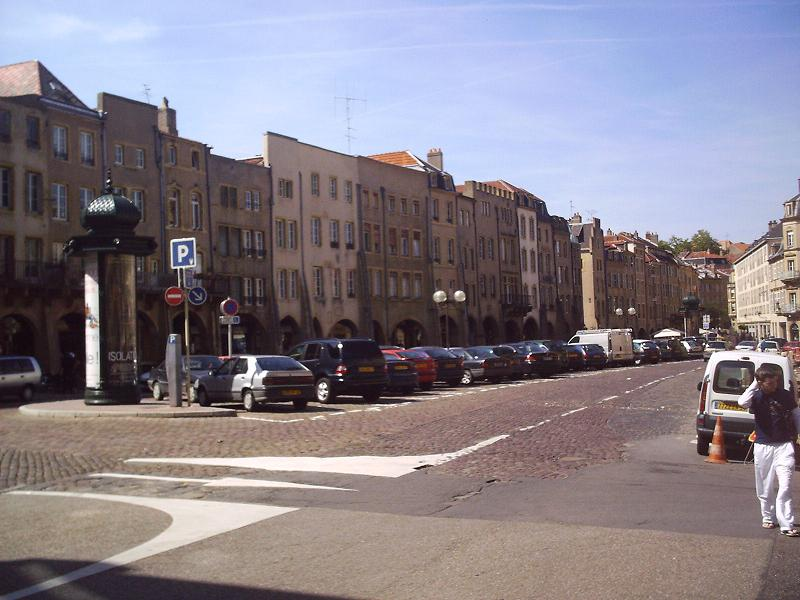
La place Saint-Louis en 2007, avant réhabilitation.
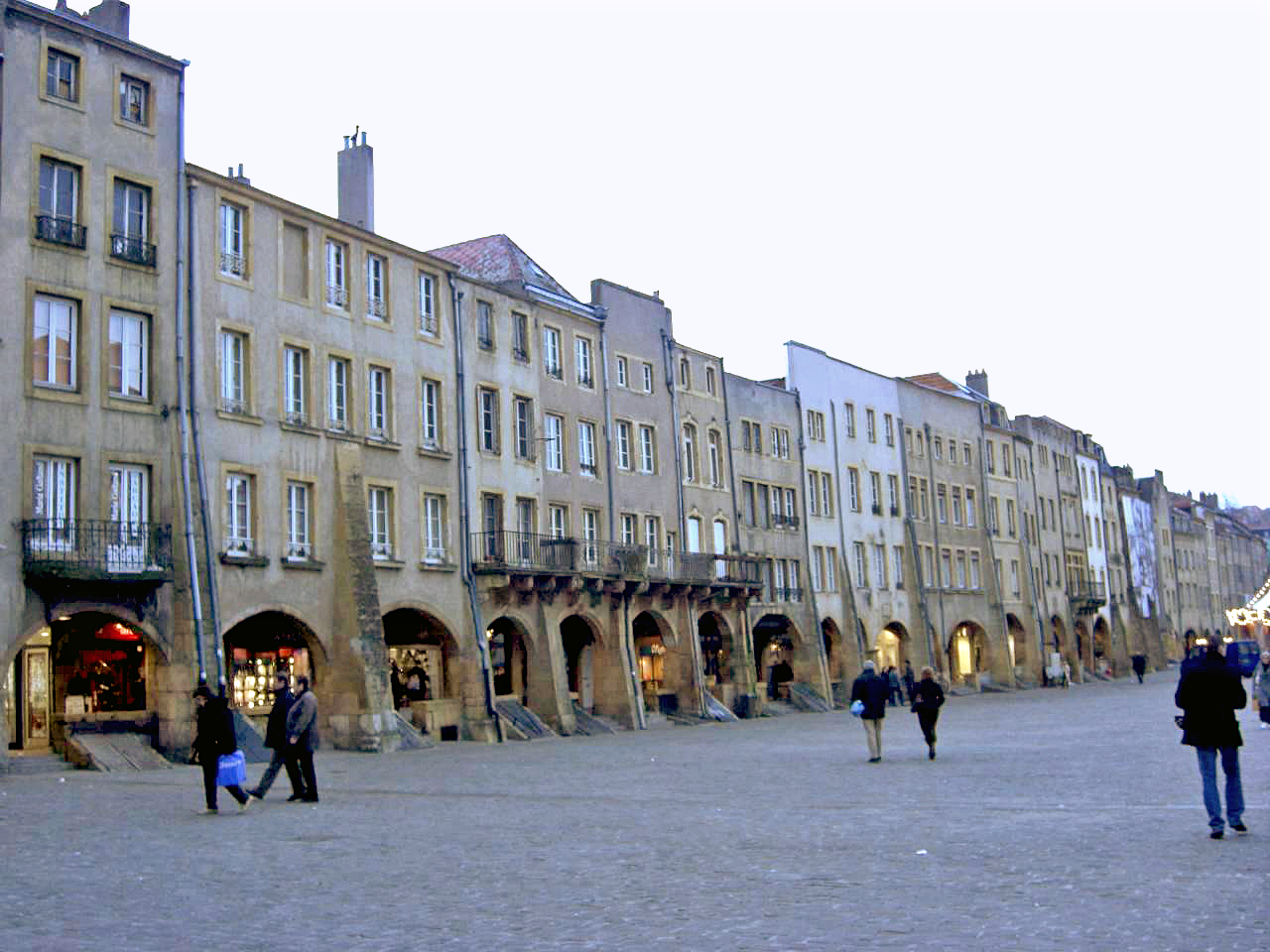
Les façades médiévales de la place Saint-Louis en février 2009.
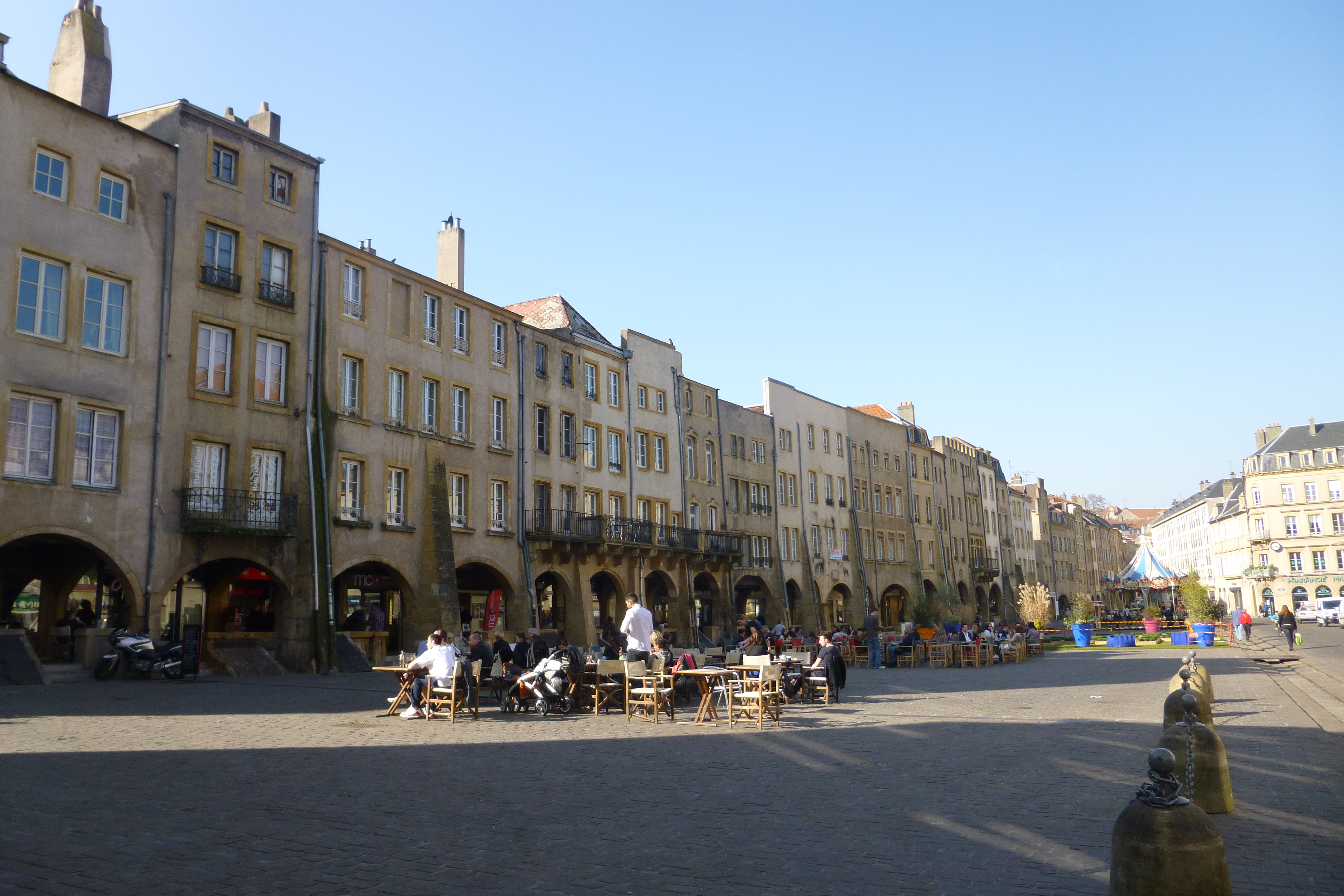
La place et ses terrasses de cafés en mars 2014
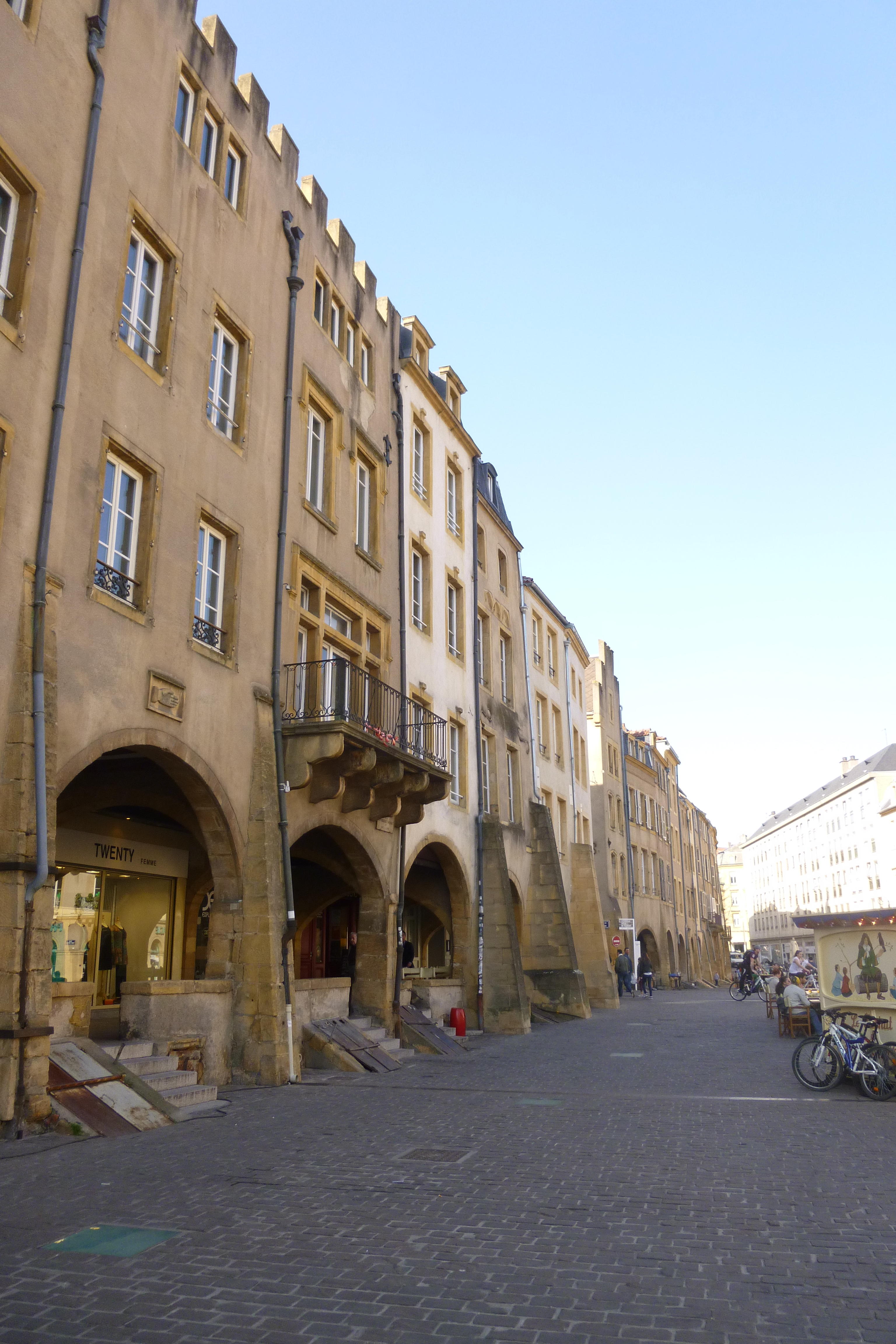
Partie nord de la place, on y distingue des créneaux à l'attique des murs-écrans médiévaux et des balcons en saillie de la Renaissance
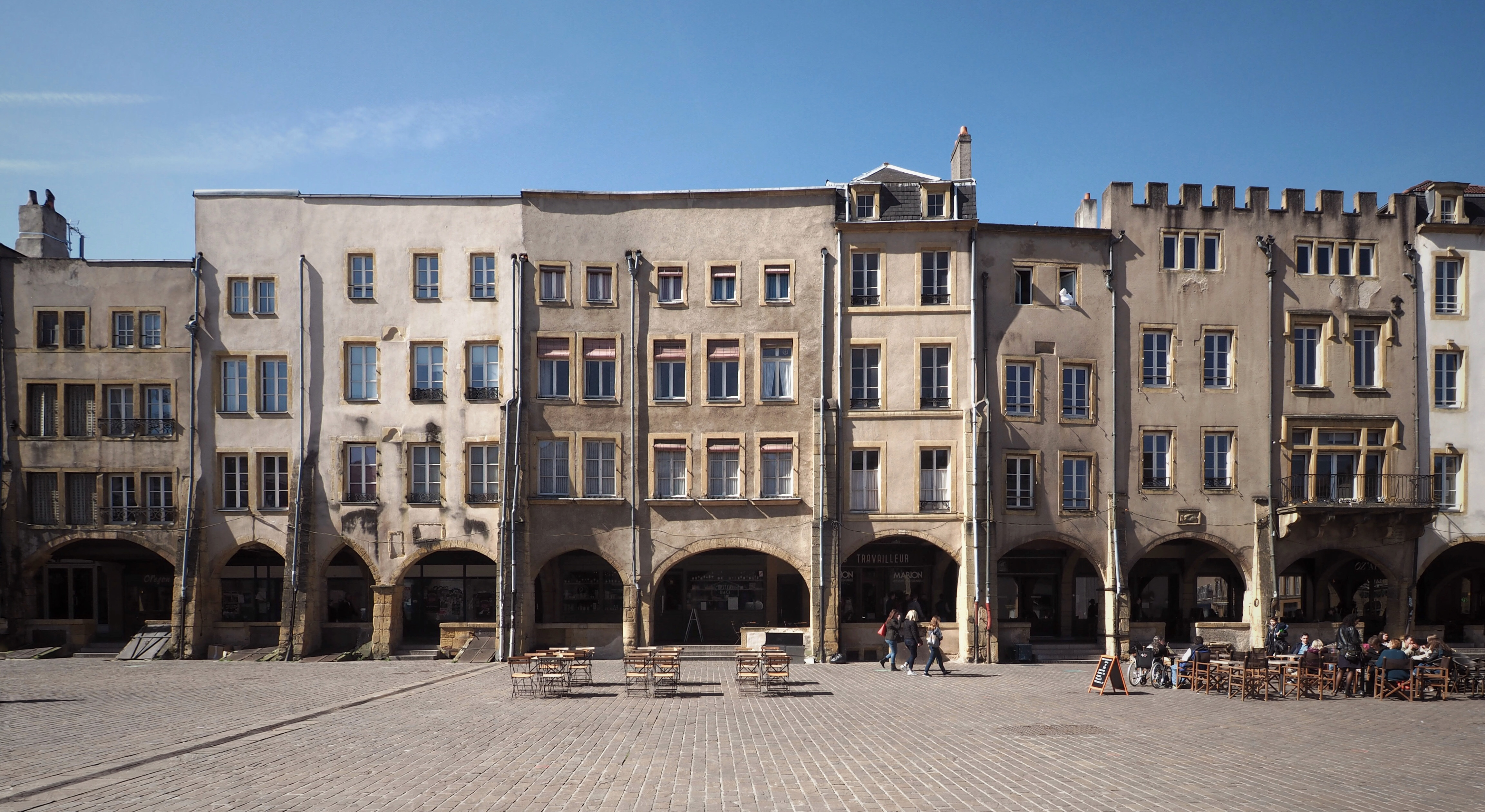
Chaque travée possède deux baies datant du XVIIe siècle. Les toitures sont en « pointe de diamant ». On distingue la forme d'une tour, visible à l’arrière de la troisième façade, empreinte de l’ancien mur romain et du haut Moyen Âge.
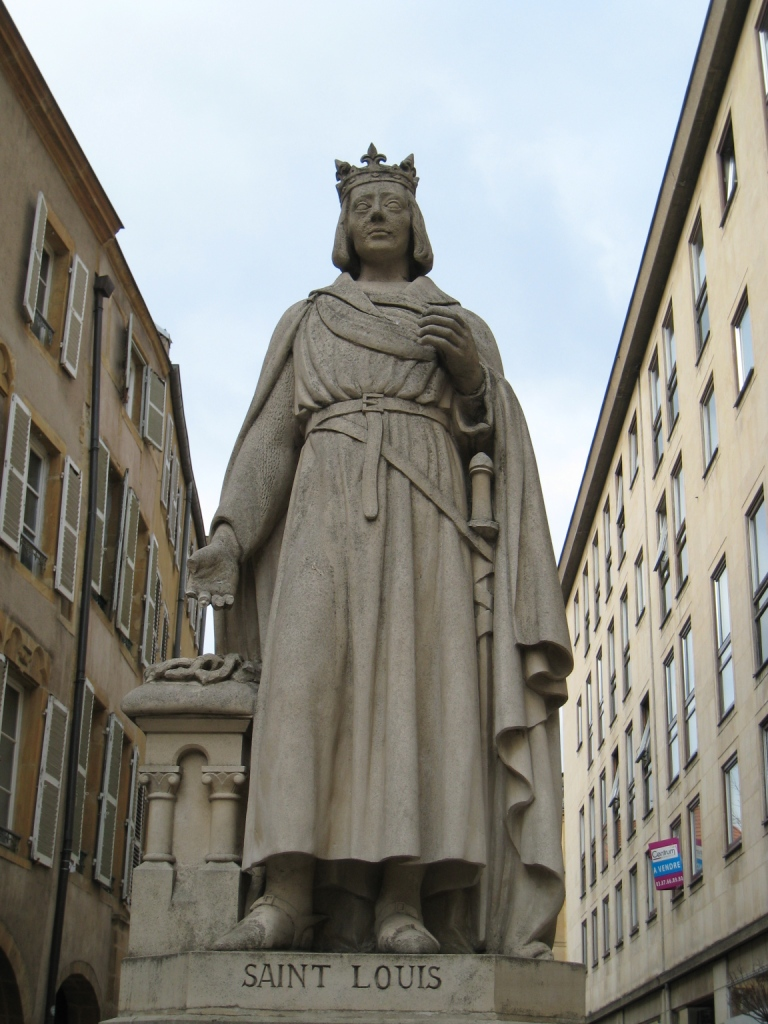
Statue de Saint-Louis.

## Anecdote
Une main est gravée sur une maison. Cette main montre la maison du gantier qui avait giflé un Allemand lors d’une réunion[Quand ?]. À la suite du procès, il a gagné et l’Allemand a été condamné à lui verser 300 marks. Le Français a refusé l’argent mais a demandé l’autorisation de graver une main sur sa maison.